# Championnat de Suisse de hockey sur glace 1947-1948
Saison précédente Saison suivante
La saison 1947-1948 est la 39e saison du championnat de Suisse de hockey sur glace. Pour ses 40 ans d'existence, la Ligue suisse crée une deuxième division, Ligue nationale B, qu'elle intercale entre la LNA et les Séries A et B.

## Ligue nationale A
En raison de la tenue du tournoi olympique à Saint-Moritz, les clubs de LNA ne disputent qu'un tour en ronde unique.
| Clt   | Équipe                  | PJ | V | D | N | BP | BC | Diff | Pts |
| ----- | ----------------------- | -- | - | - | - | -- | -- | ---- | --- |
| +001, | HC Davos (T)            | 7  | 7 | 0 | 0 | 55 | 13 | +42  | 14  |
| +002, | HC Arosa                | 7  | 6 | 0 | 1 | 65 | 40 | +25  | 12  |
| +003, | HC Bâle-Rotweiss        | 7  | 4 | 2 | 1 | 44 | 40 | +4   | 9   |
| +004, | Zürcher SC              | 7  | 4 | 3 | 0 | 57 | 35 | +22  | 8   |
| +005, | Young Sprinters HC      | 7  | 2 | 3 | 2 | 37 | 50 | -13  | 6   |
| +006, | CP Berne                | 7  | 1 | 4 | 2 | 35 | 53 | -18  | 4   |
| +007, | Montchoisi HC           | 7  | 1 | 5 | 1 | 29 | 53 | -24  | 3   |
| +008, | Grasshopper Club Zurich | 7  | 0 | 7 | 0 | 26 | 64 | -38  | 0   |

- En gras : champion de Suisse

Davos remporte le 20e titre de son histoire, le 11e consécutivement.

## Ligue nationale B

### Groupe ouest
| Clt   | Équipe               | PJ | V | D | N | BP | BC | Diff | Pts |
| ----- | -------------------- | -- | - | - | - | -- | -- | ---- | --- |
| +001, | HC La Chaux-de-Fonds | 3  | 3 | 0 | 0 | 41 | 7  | +34  | 6   |
| +002, | EHC Kloten           | 3  | 1 | 2 | 0 | ?  | ?  | ?    | 2   |
| +003, | HC Viège             | 3  | 1 | 2 | 0 | 11 | 26 | -15  | 2   |
| +004, | HC Bâle-Rotweiss II  | 3  | 1 | 2 | 0 | ?  | ?  | ?    | 2   |

- En gras : qualifié pour la finale de LNB

### Groupe est
| Clt   | Équipe          | PJ | V | D | N | BP | BC | Diff | Pts |
| ----- | --------------- | -- | - | - | - | -- | -- | ---- | --- |
| +001, | HC Ambrì-Piotta | 3  | 3 | 0 | 0 | 29 | 4  | +25  | 6   |
| +002, | HC Klosters     | 3  | 2 | 1 | 0 | 14 | 21 | -7   | 4   |
| +003, | HC Coire        | 3  | 0 | 2 | 1 | 11 | 16 | -5   | 1   |
| +004, | EHC Thalwil     | 3  | 0 | 2 | 1 | 9  | 22 | -13  | 1   |

- En gras : qualifié pour la finale de LNB

### Finale de LNB
- HC Ambrì-Piotta - HC La Chaux-de-Fonds 12-5
- HC Ambrì-Piotta - HC La Chaux-de-Fonds 1-2
- HC Ambrì-Piotta - HC La Chaux-de-Fonds 5-1